# One Court Square
One Court Square (również Citicorp Building) – wieżowiec w Nowym Jorku w Stanach Zjednoczonych. Ma 201 metrów wysokości i 50 pięter. Wśród najwyższych budynków w mieście zajmuje 48 pozycję.
Zaprojektowany został przez bardzo znaną w tej branży firmę Skidmore, Owings & Merrill, dla Citigroup. Jego budowa zakończyła się w 1990 roku. Reprezentuje styl późnomodernistyczny. Budynek ten jest najwyższym stojącym w Nowym Jorku poza Manhattanem (Long Island w Queens). Stoi on tym samym poza CBD i jest to drugi co do wysokości taki drapacz chmur w Stanach Zjednoczonych. Przewyższa go jedynie stojący w Houston Williams Tower. Jest wykorzystywany w celach biurowych.